# Pasaporte estonio

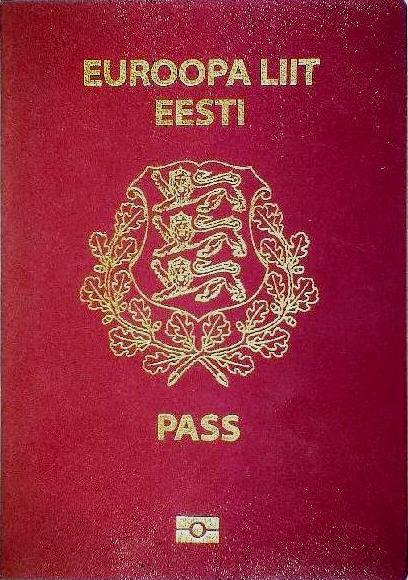

El pasaporte estonio (en estonio: Eesti kodaniku pass) es un documento de viaje internacional expedido a los ciudadanos de Estonia, que también puede servir como prueba de la ciudadanía estonia. Además de permitirle viajar internacionalmente y servir de indicación de la ciudadanía estonia, el pasaporte facilita el trámite de asistencia de los funcionarios consulares estonios en el extranjero o de otros Estados miembros de la Unión Europea en caso de ausencia de un consular estonio si es necesario. Si el ciudadano estonio desea recibir un documento de identidad, especialmente un pasaporte estonio en otra parte que la representación extranjera de la República de Estonia, entonces el portador de la ciudadanía estonia que permanece en el extranjero podría recibir los documentos de viaje en las embajadas de cualquier país de la UE en todo el mundo. Muchos países requieren validez de pasaporte de no menos de 6 meses y una o dos páginas en blanco.
De acuerdo con el Índice de Restricciones de Visa de 2018, los ciudadanos estonios pueden visitar 165 países. Sin visado ni visa concedida a su llegada. Los ciudadanos estonios pueden vivir y trabajar en cualquier país de la UE como resultado del derecho de libre circulación y residencia, concedido en el artículo 21 del Tratado UE.
Todo ciudadano estonio es también ciudadano de la Unión Europea. El pasaporte, junto con la tarjeta de identidad nacional, permite la libre circulación y residencia en cualquiera de los estados de la Unión Europea y del Espacio Económico Europeo.
Se expedirá un certificado estonio de devolución a un ciudadano estonio que se encuentre en un Estado extranjero cuyo pasaporte estonio se vuelva inutilizable o sea destruido o perdido. Un certificado estonio de devolución se expedirá sobre la base de un certificado de nacimiento a un menor de un año de edad nacido de un ciudadano de Estonia en un Estado extranjero. Podrá expedirse un certificado estonio de devolución a un ciudadano estonio que no tenga un documento estonio válido si la expedición de dicho documento es de interés público. Se expedirá un certificado estonio de devolución con un período de validez de hasta doce meses. Al entrar en Estonia, se devolverá un certificado de devolución a la Junta de Policía y Guardia de Fronteras que remitirá el certificado al Ministerio de Relaciones Exteriores.
Los estonios étnicos y los ciudadanos estonios que hayan vivido fuera de Estonia durante 10 años o más o hayan nacido en un país extranjero pueden solicitar ayuda de retorno. Se pagará una ayuda de retorno a aquellos que necesiten ayuda, si quieren instalarse en Estonia.

## Renovación
La Junta de Policía y Guardia de Fronteras de Estonia y las representaciones extranjeras de Estonia en el extranjero son responsables de la expedición y renovación de los pasaportes estonios.

## Diseño
De conformidad con el diseño estándar de la Unión Europea, los pasaportes estonios son de color burdeos, con el escudo estonio blasonado en el centro de la portada. Las palabras "EUROOPA LIIT" (Unión Europea) y "EESTI" (Estonia) están inscritas por encima del escudo de armas y la palabra "PASS" (pasaporte) está inscrita debajo del escudo. Los pasaportes estonios tienen el símbolo biométrico estándar en la parte inferior..

### Página de Información de identidad
La página de datos biográficos de un pasaporte estonio incluye la siguiente información:
- Foto del titular de pasaporte
- Tipo P (para pasaportes normales)
- Código del Estado Emisor(EST)
- Número de pasaporte
- Apellido
- Nombres
- Ciudadanía (Eesti/Est)
- Fecha de Nacimiento
- Número de Identificación Personal.
- Sexo
- Lugar de Nacimiento
- Fecha de Emisión
- Autoridad
- Fecha de Expiración
- Firma del titular

La página de información termina con la Zona de lectura mecánica empezando por P 

### Nota de pasaporte
Los pasaportes estonios expedidos entre febrero de 2002 y mayo de 2007 contienen una nota del Estado emisor que se dirige a las autoridades de todos los demás Estados, identificando al portador como ciudadano de ese estado y solicitando que se le permita pasar y ser tratado de acuerdo a las normas internacionales. La nota dentro de los pasaportes estonios dice:
El titular de este pasaporte está bajo la protección de la República de Estonia. El Gobierno de la República de Estonia pide a todas las autoridades civiles y militares que permitan al titular de este pasaporte pasar libremente sin impedimento ni obstáculo y en caso de necesidad de prestar toda la ayuda y protección legales.

### Idiomas
La página de datos/información está impresa en estonio, inglés y francés.

## Requisitos de visado

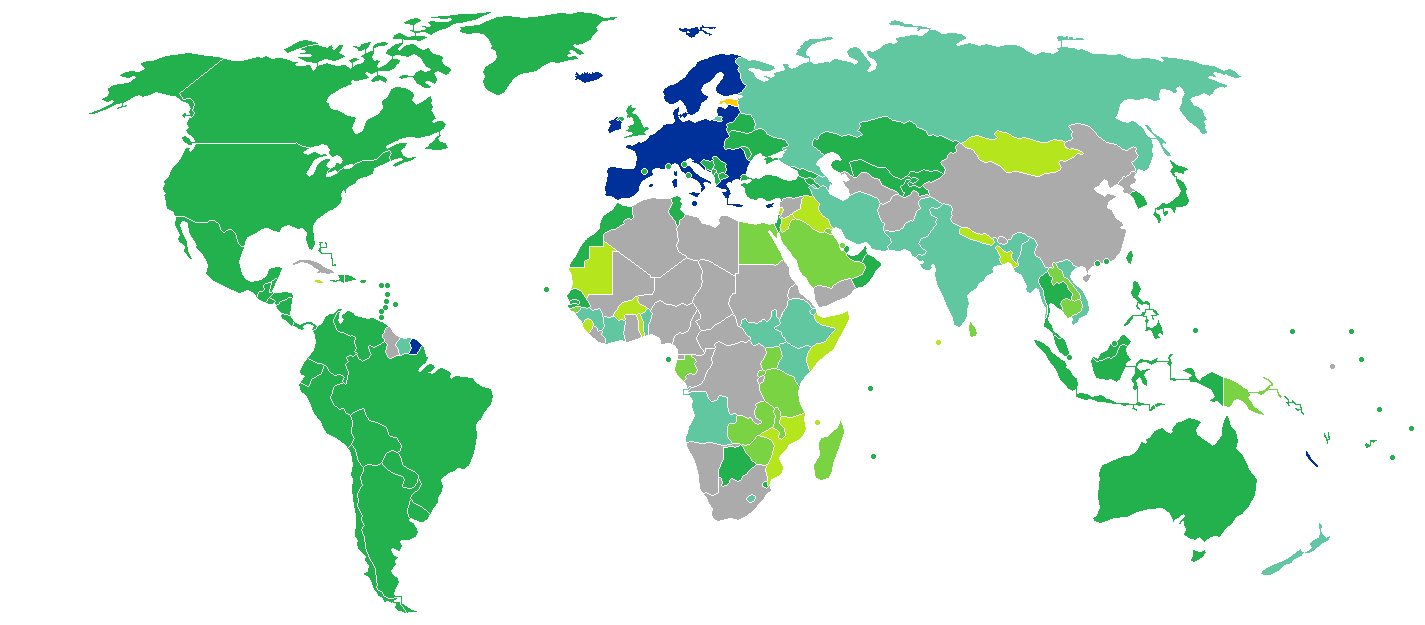
Estonia
Libre movimiento (Espacio Schengen)
No requiere visa
Visa a la llegada
eVisa
Visa disponible tanto a la llegada como en línea
Se requiere visa antes de la llegada

En 2018, los ciudadanos estonios disponían de acceso sin visado o visa a su llegada a 165 países y territorios, por lo que clasificaban al pasaporte estonio 13º en el mundo (vinculado con Malasia) según el Índice de Restricciones de Visa. Los titulares del pasaporte del extranjero estonio se enfrentan a diferentes requisitos de visado.

## Tipos de pasaporte
Para los ciudadanos estonios, además de los pasaportes ordinarios, también se expeden pasaportes diplomáticos y de servicio para aquellos que califiquen para la posesión de tales documentos.

## Pasaportes biométricos
Gemalto ganó el contrato de suministro de pasaportes biométricos para la Junta de Ciudadanía y Migración, entregando los primeros pasaportes nuevos a principios de 2007.
La posesión de un pasaporte biométrico es un requisito previo para los estonios que quieren calificar para el Programa de Exención de Visas para viajar a los Estados Unidos mediante el registro a través del Sistema Electrónico de Autorización de Viaje.
A partir de junio de 2009, todos los solicitantes de un pasaporte estonio están obligados a proporcionar sus huellas dactilares para ser almacenados en el chip biométrico en sus pasaportes.